# Begonia aceroides
Begonia aceroides é uma espécie de Begonia.

## Sinônimos
- Begonia burkillii Irmsch. [ilegítimo]